# Talocan
Talocan est une attraction de type Suspended Top Spin située dans le parc à thèmes allemand Phantasialand. Prenant place dans la zone mexicaine du parc, le thème et le nom de l'attraction sont inspirés du dieu aztèque Tlaloc et le paradis qui lui est associé : Tlalocan.

## Thème
Construit dans le quartier mexicain, l'histoire qui entoure l'attraction raconte qu'un certain Pedro González, vigneron de San Miguel Del Monte fait agrandir sa cave à vin et en creusant le mont Tláloc, ils découvrent une étrange pièce remplies de portes en bois très anciennes. Pablo, l'employé de senior Pedro effrayé couru hors de la pièce connaissant la terrible légende de la porte de Tlaloc, menant au monde parallèle du dieu aztèque de la pluie et des éclairs. Attendant sur la place du village, ce dernier vit le bâtiment bouger dans tous les sens, accompagné d'un nuage de poussière et d'un rire effrayant résonnant dans l'air. Un serpent à plumes apparu alors fixa Pablo et se changea finalement en pierre, laissant le champ libre au pauvre homme qui courant au secours de son employeur. Une des portes en bois était ouverte, une fois franchit, Pablo se retrouva au cœur d'un temple aztèque. Alerté par le bruit, Meguelito, le fils de Pedro González rejoint Pablo. Tous deux découvrirent une sorte de gondole au milieu du temple et s'y installèrent, comme possédés. La structure commença à nouveau à bouger faisant changer la terre en air, l'eau en terre et le haut en bas.
Une fois le calme revenu, Pablo se rendit compte qu'il était à nouveau seul et que Meguelito avait disparu comme son père. Depuis ce jour, l'endroit est déserté et il est déconseillé de s'y aventurer sous peine de franchir la mystérieuse porte vers Tlalocan.

## L'attraction

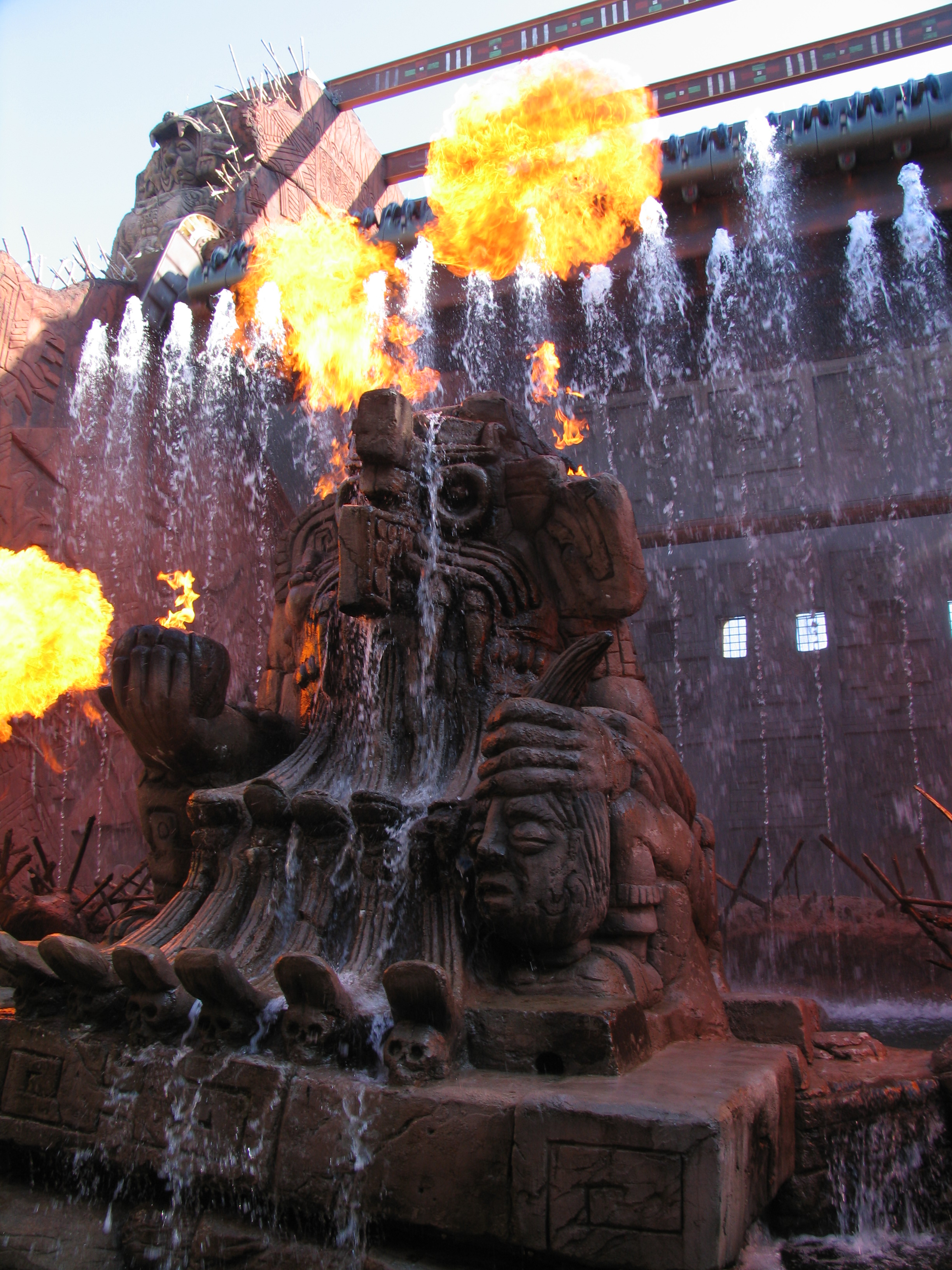

L'attraction, construite par Huss Rides a été mise en place à Phantasialand en 2007. L'attraction a pris la place du Condor. Lors de sa construction, très peu d'éléments furent annoncés à la presse et sur les forums de fans gardant le mystère à propos de cette attraction.
L'attraction de type foraine a été intégrée dans un décors et accompagnée d'effets spéciaux (gerbes d'eau et de feu, musique et brouillard). Elle a aussi la particularité d'être le premier Suspended Top Spin suspendu, c'est-à-dire où les passagers ont les pieds dans le vide, à être installé en Europe,.
L'attraction possède trois programmes de différentes longueurs et avec un enchaînement des figures différentes.